# Asphalt: Injection
Asphalt: Injection — перегонова відеогра 2011 року, розроблена та опублікована Gameloft 17 грудня 2011 року для PlayStation Vita та Android. Восьма велика гра серії Asphalt. Як і Asphalt 3D, вона була видана Konami в Японії та Ubisoft у всьому світі.

## Ігровий процес
Гра містить три основні режими гри. Режим «Кар'єра» дозволяє гравцеві розблоковувати треки, автомобілі та покращення. У режимі «Вільна гра» гравець може грати з раніше розблокованими треками та транспортними засобами. Режим «Багатокористувацька гра» дає гравцеві можливість грати проти інших гравців в Інтернеті.
Гра включає 52 ліцензовані автомобілі, 20 класів кар'єри та 15 перегонових треків з Android-версії Asphalt 6: Adrenaline, подібно до Asphalt 3D, яка має 17 треків з Android-версії Asphalt 5.
Версія для Android була випущена ексклюзивно для Lenovo K860. У ній було два ексклюзивні автомобілі. Вони були неліцензійними, але нагадували Audi R8 та Ferrari Enzo.

## Огляди
| Агрегатор  | Оцінка |
| ---------- | ------ |
| Metacritic | 49/100 |

| Видання                                   | Оцінка |
| ----------------------------------------- | ------ |
| Destructoid                               | 5/10   |
| Electronic Gaming Monthly                 | 3/10   |
| Famitsu                                   | 28/40  |
| GameRevolution                            | [ 5 ]  |
| GamesMaster                               | 63%    |
| Hyper                                     | 5/10   |
| IGN                                       | 6/10   |
| PlayStation Official Magazine — Australia | 6/10   |
| PlayStation Official Magazine — UK        | 2/10   |
| PlayStation: The Official Magazine        | 5/10   |

Гра отримала «загалом несприятливі відгуки» згідно з сайтом агрегації рецензій Metacritic. В Японії Famitsu оцінив гру на всі чотири сімки, загалом 28 балів з 40 можливих.